# Aimé Anthuenis
Aimé Anthuenis (Lokeren, 21 december 1943) is een Belgische voetbalcoach en voormalig voetballer.

## Carrière

### Spelersjaren
Aimé Anthuenis, geboren en getogen in Lokeren, startte zijn voetbalcarrière bij de jeugd van Racing Club Lokeren, dat na de fusie met Standaard Lokeren werd omgedoopt tot KSC Lokeren. Anthuenis was een vaste waarde bij de Waaslanders die vanaf 1970 aan een indrukwekkende opmars begonnen. Bij de jeugd was Anthuenis een spits, maar op latere leeftijd speelde hij voornamelijk als verdediger. De club speelde twee keer op rij kampioen en promoveerde zo in geen tijd van vierde naar tweede klasse. In 1974 dwong Lokeren voor het eerst de promotie naar eerste klasse af. Anthuenis' sportieve carrière werd in die periode geremd door een zware meniscusblessure. Na dat seizoen ruilde Anthuenis de club in voor vierdeklasser FC Eeklo. Met de club uit het Meetjesland werd hij twee keer vicekampioen. Na vier seizoenen stapte hij over naar KV Ertvelde, waar hij twee seizoenen speler-trainer was. Anthuenis combineerde zijn taken als voetbaltrainer met een baan bij de universiteit van Gent.

### Lokeren
Na zijn bescheiden spelerscarrière keerde Anthuenis terug naar Lokeren. Hij ging er aan de slag als jeugdtrainer en werkte zich zo in de kijker van het eerste elftal. In het seizoen 1984/85 zette Lokeren trainer Dimitri Davidović aan de deur. De toen 41-jarige Anthuenis zei zijn job bij de universiteit van Gent op en nam bij Lokeren de leiding over. Hij behaalde meteen twee klinkende overwinningen: 4-0 en 3-0 tegen respectievelijk KV Kortrijk en Racing Jet de Bruxelles. Een seizoen later kwamen de Waaslanders minder goed voor de dag. Lokeren zakte onder leiding van Anthuenis terug naar de veertiende plaats, met slechts vier punten meer dan degradant Waterschei. In eerste klasse had Lokeren nog nooit zo laag geklasseerd gestaan. Desondanks het mindere seizoen bleef Anthuenis aan als hoofdcoach. In de zomer van 1986 nam Lokeren afscheid van de ervaren Raymond Mommens en Maurits De Schrijver en kregen jonge spelers als Bruno Versavel en Stephen Keshi volop hun kans. Ook de 22-jarige aanvaller Dimitri M'Buyu ontbolsterde volledig, hij werd met 17 doelpunten net geen topschutter. In mei 1987 vernederde Lokeren latere vicekampioen Club Brugge met 1-4, na goals van onder meer Versavel en M'Buyu. Die laatste scoorde ook twee keer tegen Standard Luik, een duel dat de Waaslanders met 1-2 wonnen. Lokeren sloot het seizoen uiteindelijk af als vierde, waardoor de club voor het eerst sinds 1982 nog eens mocht deelnemen aan de UEFA Cup.

### Charleroi
Na het uitstekende seizoen maakte Anthuenis de overstap naar Sporting Charleroi, waar hij opnieuw verenigd werd met Raymond Mommens. Onder leiding van de Lokeraar eindigden de Zebra's in het seizoen 1987/88 opnieuw veilig in de middenmoot. Anthuenis beschikte bij Charleroi over talentvolle spelers als Philippe Albert en Dante Brogno en kon soms verrassen in de topwedstrijden. Zo won Charleroi in december 1987 met 1-0 van RSC Anderlecht. Ook Club Brugge raakte in Charleroi niet verder dan een 1-1 gelijkspel.

### Lokeren (II)
Ondanks een probleemloos seizoen bij Charleroi keerde Anthuenis reeds in 1988 terug naar Lokeren. De club had er een slecht jaar opzitten en hoopte met de terugkeer van Anthuenis terug aan te sluiten bij de subtop. Maar de verhoopte kentering kwam er niet, mede doordat Lokeren tal van sterkhouders was kwijtgeraakt. De Waaslanders vielen onder Anthuenis twee jaar op rij uit de top 10. De club kwam niet meer in aanmerking voor Europees voetbal en kende enkele kleurloze seizoenen. Sterker nog, in het seizoen 1992/93 zakten de Waaslanders nog dieper weg. Anthuenis en zijn assistent Jozef Vacenovsky zagen hoe hun team er amper in slaagde te scoren. Eind januari 1993 werd de 49-jarige trainer aan de deur gezet en opgevolgd door Etienne D'Hondt. Lokeren sloot het seizoen af als voorlaatste en degradeerde naar tweede klasse.

### Germinal Ekeren
Lang werkloos was Anthuenis niet. Hij vond meteen onderdak bij Germinal Ekeren, waar hij Urbain Haesaert opvolgde. De gewezen trainer van Lokeren belandde met Germinal in de middenmoot en kende in tegenstelling tot een jaar eerder een rustig seizoen. Germinal bereikte in 1994 ook de halve finale van de beker, waarin het werd uitgeschakeld door Club Brugge.

### Waregem
Na een jaar bij de Antwerpse club zette Anthuenis een stap terug. KSV Waregem, dat in 1994 naar tweede klasse was gedegradeerd, trok hem aan als vervanger voor trainer Henk Houwaart. Onder leiding van Anthuenis, die bij de West-Vlaamse club over spelers als Souleymane Oulare en Francky Vandendriessche beschikte, werd Waregem in 1995 kampioen in tweede klasse. Na een jaar afwezigheid mocht Essevee opnieuw naar de hoogste afdeling, maar daarin schoten de West-Vlamingen opnieuw tekort. Waregem kende een moeilijke start en in september 1995, na een 5-1 nederlaag tegen KSK Beveren, werd Anthuenis ontslagen. De club raakte echter ook onder zijn opvolger André Van Maldeghem niet weg uit de degradatiezone.

### Genk
Anthuenis zelf belandde ook opnieuw in tweede klasse. Een maand na zijn ontslag bij Waregem tekende hij bij Racing Genk, waar hij de taken van Enver Alisic overnam. Anthuenis, die bij de Limburgse club onder meer beschikte over Branko Strupar, Jacky Peeters, Besnik Hasi en Domenico Olivieri, werd meteen vicekampioen met Genk, net achter zijn ex-club Lokeren. In de daaropvolgende eindronde toonde Genk zich de sterkste en dwong het de promotie naar eerste klasse af. Terwijl zijn vorige werkgever Waregem degradeerde, maakte Anthuenis dus zijn terugkeer in de hoogste afdeling. Bij Genk werd hij in die periode beschouwd als een vaderfiguur. Het leverde hem de bijnaam Papa op.
Voor het seizoen 1996/97 trok Genk enkele versterkingen aan. Onder meer Bart Goor en oude bekende Souleymane Oulare trokken naar het Thyl Gheyselinckstadion. De Ghanese aanvaller vormde bij Genk een gevaarlijk spitsenduo met Branko Strupar, die onder Anthuenis zijn grote doorbraak kende. De twee werden Anthuenis' belangrijkste troef en lagen mee aan de basis van het succes dat Genk vanaf dan kende. In 1998 veroverden de Limburgers, die ook verrassend vicekampioen werden, voor het eerst de beker. In de finale blikte Genk toenmalig landskampioen Club Brugge in met 4-0, na onder meer twee goals van Oulare. Een jaar later trok Genk de goede prestaties door. Het werd voor het eerst in de prille geschiedenis van de club kampioen en leverde met Strupar ook de Gouden Schoen af. Anthuenis zelf werd na afloop van het seizoen verkozen tot Trainer van het Jaar.

### Anderlecht
Royal Sporting Club Anderlecht droomt aan de vooravond van het seizoen 1999-2000 van een 25e landstitel, de vorige dateert al van 1995. 5 jaar zonder, er zat dus redelijk wat druk op. Om die droom te verwezenlijken haalt paars-wit succestrainer Aimé Anthuenis weg bij regerend kampioen Racing Genk. Door zijn manier van werken, door zijn optreden tijdens de wedstrijden langs de lijn, zijn contact met de spelers alsook door de uitslagen werd Aimé door iedereen aanvaard. Anderlecht investeert fors, bij Lokeren wordt de Tsjechische reus Jan Köller gekocht. Anderlecht walst vanaf het begin over zijn tegenstanders heen en pakt tegen Moeskroen, Beveren en Lierse vlotjes 9 op 9. De grootste verrassing is ongetwijfeld de uitschakeling van Anderlecht in de eerste ronde van de beker, thuis tegen godbetert tweedeklasser Ingelmunster na verlengingen. Mister Michel is van mening dat je af en toe een cadeautje moet geven. In het Gentse Ottenstadion op speeldag 14 geeft paars-wit een ware demonstratie, 0-3. De week daarna komt met titelverdediger Racing Genk, de ex-ploeg van Anthuenis, op bezoek. Anderlecht verliest. Anderlecht herstelt zich snel van deze opdoffer en speelt een week later 0-0 gelijk in de altijd beladen klassieker op Standard. Halfweg het kampioenschap zit Anderlecht, met 8 punten voorsprong op eerste achtervolger Lierse, op schema. Binnen de club wordt de aanpak van Anthuenis enorm geprezen. Door omstandigheden speelt Anderlecht in februari 2 keer tegen Club Brugge. De thuismatch, die ook al geprogrammeerd stond, eindigde op een 1-1 gelijkspel. De match in Brugge werd pas eind februari gespeeld, nadat ze twee keer was uitgesteld. 1 keer vanwege het slechte weer in december, maar daarvoor nog vanwege de vrees voor supportersrellen. Anderlecht speelt in Jan Breydel een draak van een wedstrijd, maar wint met 0-2. Door die zege kwam Anderlecht weer een stap dichter bij de titel. Standard volgde op 10 punten en Club Brugge al op 14. Paars-wit was van doelman tot spitsenduo een goed geoliede machine. Op 5 speeldagen van het einde telt Anderlecht 13 punten voorsprong op Club Brugge, dat inmiddels tweede staat, en trekt op zaterdag 8 april naar Westerlo. Daar waar het een jaar eerder met 6-0 was vernederd. Na 10 minuten trekt linksachter Didier Dheedene aan de handrem en paars-wit mag verder met 10. Het tienkoppig Anderlecht verliest met een forfaitscore in 't Kuipje. Voor de thuismatch tegen Gent stond iedereen op scherp. Scifo mag vrij koppen bij een corner en scoort, maar na de rust slaat de stemming om. Gent pakt de alsnog de drie punten dankzij de goals van Ole Martin Arst en Ivica Dragutinovic. Drie speeldagen voor het einde heeft Anderlecht nog 7 punten voorsprong op Club Brugge, dat op vrijdagavond op verplaatsing gaat naar Lierse, Anderlecht speelt zaterdag tegen Genk. Als Club verliest is Anderlecht voor de 25ste keer kampioen. In minuut 83 brengt Karel Snoeckx Lierse op voorsprong met een volley. Anderlecht was zo als gewoonlijk op afzondering in Grimbergen, de dag voor een wedstrijd. Aimé was bijgelovig en volgde de wedstrijd niet en bleef op zijn kamer, de spelersgroep beneden in de lounge. Na nog 6 minuten te spelen was het bibberen en beven in het afzonderingsoord.  Er wordt feest gevierd tot in de vroege uurtjes, vandaag anno 2024 ondenkbaar. Ondanks de weinig uren slaap verpletterd de kersvers kampioen Racing Genk met 1-4. De 25ste landstitel in het jaar 2000, werkelijk uniek. 
Rond de eeuwwisseling maakte het Anderlecht van Anthuenis het meeste indruk. De Brusselaars plaatsten zich in augustus 2000 voor de UEFA Champions League door in de laatste voorronde FC Porto uit te schakelen. In de groepsfase van het kampioenenbal verraste Anderlecht opnieuw. Paars-wit werd groepswinnaar in de groep van Manchester United, PSV en Dynamo Kiev. Zo versloeg het Manchester United in eigen huis met 2-1, na twee goals van Radzinski. Een ronde later belandde Anderlecht in de groep van titelverdediger Real Madrid, Lazio Roma en Leeds. Paars-wit won thuis van Real (2-0) en Lazio (1-0), maar werd uiteindelijk pas derde in zijn groep. In eigen land werd Anderlecht opnieuw kampioen. Anthuenis' volgde zichzelf voor de tweede keer op als Trainer van het Jaar.
Het seizoen 2001/02 kon Anderlecht niet meer stunten in de Champions League. Het pakte drie punten in de groep van Real Madrid, AS Roma en Lokomotiv Moskou en werd zo laatste. Ook in de competitie schoot Anderlecht ditmaal tekort. Paars-wit werd derde na Genk en Club Brugge. De dagen van Anthuenis, die Anderlecht niet meer zo wervelend kon laten spelen als enkele jaren eerder, leken geteld. Na het seizoen gingen de wegen van Anderlecht en Anthuenis uit elkaar.

### Rode Duivels
Op 29 juni 2002 tekende Anthuenis een contract voor 2,5 jaar bij de Koninklijke Belgische Voetbalbond (KBVB). De drievoudige Trainer van het Jaar volgde Robert Waseige op die enkele weken eerder al getekend had bij Standard. De Rode Duivels hadden er net het WK in Japan en Zuid-Korea opzitten toen Anthuenis het roer overnam. Hij probeerde zich met een nieuwe generatie Belgen te plaatsen voor EURO 2004. Zo haalde Anthuenis onder meer Thomas Buffel, Jelle Van Damme, Vincent Kompany en Anthony Vanden Borre bij de nationale ploeg.

#### EK-kwalificatie
Voor de EK-kwalificatie werd België ondergebracht in de groep van Bulgarije, Estland, Andorra en Kroatië. De Duivels verloren het eerste duel tegen Bulgarije met 0-2, maar wonnen nadien tegen Estland en Andorra telkens met 0-1 dankzij goals van Wesley Sonck. Met zes op negen wachtte de belangrijke uitwedstrijd tegen Kroatië. Voor het duel rekende de bondscoach op Francky Vandendriessche, die hij nog kende van bij Waregem. De toenmalige doelman van Excelsior Moeskroen kende echter geen al te beste avond. België verloor met 4-0, Vandendriessche kwam nadien nooit meer in actie voor de nationale ploeg. In juni 2003 speelde België 2-2 gelijk tegen Bulgarije. Enkele dagen later wonnen de Duivels in het Jules Ottenstadion met 3-0 van Andorra. België maakte op dat ogenblik nog kans om zich te kwalificeren voor het EK, maar dan mocht het geen steek meer laten vallen en hopen dat Bulgarije op de laatste speeldag zou winnen van Kroatië. De jongens van Anthuenis lieten geen steek meer vallen. België won met 2-1 van grote concurrent Kroatië en versloeg vervolgens Estland met 2-1. De Rode Duivels haalden in totaal 16 punten, even veel als Kroatië dat op de laatste speeldag met 1-0 van Bulgarije won. Maar omwille van het onderlinge resultaat mocht Kroatië en niet België barragewedstrijden spelen.

#### WK-kwalificatie
Ondanks de mislukte kwalificatiecampagne genoot Anthuenis nog steeds het vertrouwen van de KBVB. Hij kreeg nu de opdracht om de Belgen naar het WK in Duitsland te loodsen. België belandde in groep 7, samen met Spanje, Servië en Montenegro, San Marino, Litouwen en Bosnië en Herzegovina. De kwalificatiecampagne begon in september 2004 op een valse noot. In het Stade du Pays in Charleroi speelde België 1-1 gelijk tegen het bescheiden Litouwen. Nadien ging België op bezoek bij groepsfavoriet Spanje. In een potige wedstrijd kreeg zowel Eric Deflandre als Bart Goor rood. Die laatste kreeg vier wedstrijden schorsing omdat hij naar Xavi gespuwd had. Nog nooit eerder waren er twee Rode Duivels in één wedstrijd uitgesloten. Achteraf sprak de Belgische pers over de "schande van Santander". Spanje won het duel met 2-0. Een maand later verloren de Belgen in eigen land met dezelfde score van Servië en Montenegro.
De Duivels stonden met een punt uit drie wedstrijden onder druk. In maart 2005 kwam Bosnië en Herzegovina op bezoek. De Duivels wonnen met 4-1, na onder meer twee goals van Émile Mpenza, die onder Anthuenis samen met Buffel en Sonck het aanvallend compartiment van de nationale ploeg vormde. De volgende wedstrijd was in theorie een makkelijke opgave. De Duivels gingen op bezoek bij het bescheiden San Marino, dat op dat ogenblik het slechts geklasseerde Europese land was op de FIFA-ranking. Desondanks werd het geen makkelijk avond. Aan de rust stond het 1-1, pas na meer dan een uur spelen zorgde Daniel Van Buyten voor de broodnodige 1-2 zege. De makke prestatie van de nationale ploeg zette Anthuenis zwaar onder druk.
In juni 2005 trokken de Duivels naar Servië en Montenegro. De Belgen brachten geen mooi voetbal op de mat, maar toonden wel 90 minuten lang inzet. Het duel eindigde op een scoreloos gelijkspel, waardoor de druk rond Anthuenis tijdelijk afnam en de Belgen nog een kansje hadden op het WK. Maar drie maanden later liep het opnieuw fout. In de honderdste WK-kwalificatiewedstrijd van België verloren de Rode Duivels met 1-0 van Bosnië en Herzegovina. Anthuenis schakelde drie verdedigende middenvelders in tegen de Bosniërs - die overigens niet met hun sterkste elftal aan de aftrap verschenen - maar zelfs dan kregen de Duivels geen greep op spelverdeler Sergej Barbarez. Hij scoorde na iets meer dan uur het enige doelpunt. Na afloop zei Anthuenis dat het "over en out" was. België had mathematisch gezien nog een waterkans om zich te plaatsen en dus maakte Anthuenis de campagne nog af. Na de zure nederlaag tegen Bosnië en Herzegovina won België met 8-0 van San Marino, om vervolgens met 0-2 te verliezen van Spanje. Fernando Torres scoorde twee doelpunten in drie minuten en telde de Duivels definitief uit voor het WK. Voor het eerst sinds 1978 wist België zich niet te plaatsen voor de wereldbeker. Op de laatste speeldag van de kwalificatieronde speelde België nog eens 1-1 gelijk tegen Litouwen. Het was de laatste interland onder bondscoach Anthuenis.

### Lokeren (III)
Enkele maanden na zijn laatste interland als bondscoach ging Anthuenis opnieuw aan de slag bij "zijn" Lokeren, ondanks aanbiedingen uit het buitenland en het plan om (tijdelijk) te stoppen als trainer. Op 31 december 2005 volgde hij Slavoljub Muslin op als coach van Lokeren. Hij kreeg de Poolse stervoetballer Włodzimierz Lubański als assistent. Maar Anthuenis kreeg al snel te maken met een depressie en hartklachten. De pas ontslagen bondscoach werd bij Lokeren geconfronteerd met een grote groep geblesseerden en raakte in paniek. Toen de Waaslanders op 11 februari 2006 met 2-0 verloren van Lierse SK was hij zodanig afgemat dat hij er een punt achter zette. De 62-jarige Anthuenis gooide de handdoek en trok zich tijdelijk terug in de anonimiteit. In april 2006 kondigde hij aan niet meer als coach aan de slag te willen gaan, hoewel hij het voetbal niet definitief vaarwel zei.

### Germinal Beerschot
In 2006 werd Anthuenis bij Germinal Beerschot aangesteld als technisch directeur, een functie die tot daarvoor niet bestond bij de Antwerpse club. Marc Brys werd dan weer als trainer aangenomen. Voorzitter Jos Verhaegen kende Anthuenis nog van bij het vroegere Germinal Ekeren. Omdat de functie van technisch directeur bij Germinal Beerschot nog in zijn kinderschoenen stond, droeg Anthuenis weinig bij aan de sportieve prestaties van het eerste elftal. Na twee jaar werd besloten de functie op te doeken en het contract van Anthuenis niet te verlengen. Maar enkele maanden na het aflopen van zijn verbintenis keerde hij alweer terug. Het bestuur ontsloeg in november 2008 trainer Harm van Veldhoven en vroeg de Lokeraar deze keer om opnieuw trainer te worden. Anthuenis, die eerder een baan als coach had afgezworen, twijfelde niet en ging akkoord. Onder zijn leiding sloot Germinal Beerschot het seizoen af als dertiende.
Een jaar later stapelden de slechte prestaties zich al snel op. Anthuenis verloor in eigen huis zwaar van KV Mechelen en moest van het bestuur vier op zes halen. In de eerstvolgende wedstrijd speelde Germinal Beerschot gelijk tegen zijn ex-club Genk. Niet veel daarna werd hij ontslagen. Hij was in het seizoen 2009/10 de eerste trainer die de deur werd uitgewezen.

### Lierse
In februari 2010 vond de 66-jarige Anthuenis een nieuwe werkgever. Tweedeklasser Lierse SK haalde hem in huis als vervanger van Herman Helleputte. Met spelers als Jurgen Cavens, Tim Matthys en Seth De Witte loodste hij Lierse meteen naar de titel. De club mocht na een afwezigheid van drie jaar opnieuw naar eerste klasse. Maar lang duurde de terugkeer op het hoogste niveau niet voor de Lokeraar. Anthuenis werd in het seizoen 2010/11 al na enkele maanden ontslagen. Onder zijn trainerschap haalde Lierse slechts één punt in zeven wedstrijden.

## Overzicht clubs als trainer
| Seizoen       | Club               | Competitie         | Plaats                     | Opmerking                                                       |
| ------------- | ------------------ | ------------------ | -------------------------- | --------------------------------------------------------------- |
| 1978/79       | VK Ertvelde        |                    |                            | Speler-trainer                                                  |
| 1979/80       | VK Ertvelde        |                    |                            | Speler-trainer                                                  |
| 1980/81       | KSC Lokeren        |                    |                            | Jeugdtrainer                                                    |
| 1981/82       | KSC Lokeren        |                    |                            | Jeugdtrainer                                                    |
| 1982/83       | KSC Lokeren        |                    |                            | Jeugdtrainer                                                    |
| 1983/84       | KSC Lokeren        |                    |                            | Jeugdtrainer                                                    |
| 1984/85       | KSC Lokeren        |                    |                            | Jeugdtrainer                                                    |
| Eerste klasse | KSC Lokeren        | 10e                | Vanaf januari 1985         |                                                                 |
| Eerste klasse | KSC Lokeren        | 1985/86            | 14e                        |                                                                 |
| Eerste klasse | KSC Lokeren        | 1986/87            | 4e                         |                                                                 |
| Eerste klasse | 1987/88            | Sporting Charleroi | 8e                         |                                                                 |
| Eerste klasse | 1988/89            | KSC Lokeren        | 14e                        |                                                                 |
| Eerste klasse | 1989/90            | KSC Lokeren        | 11e                        |                                                                 |
| Eerste klasse | 1990/91            | KSC Lokeren        | 9e                         |                                                                 |
| Eerste klasse | 1991/92            | KSC Lokeren        | 14e                        |                                                                 |
| Eerste klasse | 1992/93            | KSC Lokeren        | 17e                        | Ontslagen in januari 1993. Lokeren degradeert.                  |
| Eerste klasse | 1993/94            | Germinal Ekeren    | 10e                        |                                                                 |
| 1994/95       | KSV Waregem        | Tweede klasse      | 1e                         | Kampioen                                                        |
| 1995/96       | KSV Waregem        | Eerste klasse      | 18e                        | Ontslagen in september 1995. Waregem degradeert.                |
| 1995/96       | Racing Genk        | Tweede klasse      | 2e                         | Vanaf oktober 1995. Promotie via eindronde                      |
| 1996/97       | Racing Genk        | Eerste klasse      | 8e                         |                                                                 |
| 1997/98       | Racing Genk        | Eerste klasse      | 2e                         | Bekerwinnaar                                                    |
| 1998/99       | Racing Genk        | Eerste klasse      | 1e                         | Kampioen en trainer van het jaar                                |
| 1999/00       | RSC Anderlecht     | Eerste klasse      | 1e                         | Kampioen en trainer van het jaar                                |
| 2000/01       | RSC Anderlecht     | Eerste klasse      | 1e                         | Kampioen, supercup en trainer van het jaar                      |
| 2001/02       | RSC Anderlecht     | Eerste klasse      | 3e                         | Supercup                                                        |
| 2002/03       | Rode Duivels       | EK-kwalificatie    |                            |                                                                 |
| 2003/04       | Rode Duivels       | EK-kwalificatie    |                            |                                                                 |
| 2004/05       | Rode Duivels       | WK-kwalificatie    |                            |                                                                 |
| 2005/06       | Rode Duivels       | WK-kwalificatie    | Opgestapt in december 2005 |                                                                 |
| 2005/06       | KSC Lokeren        | Eerste klasse      | 8e                         | Vanaf 31 december 2005. Opgestapt in februari 2006 na burn-out. |
| 2006/07       | Germinal Beerschot | Eerste klasse      | 6e                         | Technisch directeur (Marc Brys is trainer)                      |
| 2007/08       | Germinal Beerschot | Eerste klasse      | 5e                         | Technisch directeur (Harm van Veldhoven is trainer)             |
| 2008/09       | Germinal Beerschot | Eerste klasse      | 13e                        | Vanaf november 2008                                             |
| 2009/10       | Germinal Beerschot | Eerste klasse      | 10e                        | Ontslagen in augustus 2009                                      |
| 2009/10       | Lierse SK          | Tweede klasse      | 1e                         | Vanaf februari 2010. Kampioen                                   |
| 2010/11       | Lierse SK          | Eerste klasse      | 14e                        | Ontslagen in september 2010.                                    |

## Palmares
| Nationaal                 |    |                  |
| Belgisch kampioen         | 3x | 1999, 2000, 2001 |
| Beker van België          | 1x | 1998             |
| Belgische Supercup        | 2x | 2000, 2001       |
| Kampioen in tweede klasse | 2x | 1995, 2010       |
| Trofee Jules Pappaert     | 3x | 1996, 2000, 2001 |
| Individueel               |    |                  |
| Trainer van het Jaar      | 3x | 1999, 2000, 2001 |

## Politieke familie
Aimé Anthuenis is de broer van PVV-politicus Georges Anthuenis en de oom van VLD-politicus Filip Anthuenis. Zijn broer was van 1995 tot 2000 burgemeester van Lokeren. Diens zoon Filip volgde hem in 2001 op.

## Trivia
In 1999 en 2005 had hij een cameo in F.C. De Kampioenen.